# Carlos Kasuga
Carlos Kasuga Osaka (en japonés: カルロス カスガ オサカ Karurosu Kasuga Osaka; Cerritos, San Luis Potosí; 26 de octubre de 1937) es un hombre de negocios mexicano. Egresado de la Escuela Bancaria y Comercial,  es fundador de la división mexicana de productos lácteos Yakult, con puesto de director. Él ha fundado además el Liceo Mexicano Japonés. Él es además presidente de la (PANA, Asociación Panamericana Nikkei, APN),  desde 1981 hasta 1995. Fue propietario también de industrias KAY y en 1968, se le encomendó la elaboración de los aros olímpicos que serían elevados en la inauguración de los juegos olímpicos México 68.

## Historia
Es hijo de Mitsuko Osaka y Tsutomu Kasuga, inmigrantes de Japón. Se establecieron en México en los años 30. La familia Kasuga vivía en Cárdenas, San Luis Potosí, en donde tenían una tienda de abarrotes muy reconocida frente a la plaza principal de dicho poblado. Él comenta que en el año de 1942, Tsutomu Kasuga, padre de Don Carlos, llegó a México en el año de 1930 cuando apenas había cumplido los 20 años de edad. El joven procedía de un pueblo de la Prefectura de Nagano cuya actividad principal era el cultivo del gusano de seda. Como consecuencia de la crisis económica mundial de 1929, el precio de ese producto se desplomó a la mitad, dejando una secuela de miseria y desempleo en la mayoría de las familias campesinas de Nagano. Ante esta situación, muchos jóvenes de esa prefectura emigraron a diversos países de América Latina.
En los primeros años de su estancia en México, Tsutomu se dedicó a trabajar como peón en un rancho propiedad de un paisano quien fue el que lo invitó como inmigrante yobiyose por lo que se le otorgó el permiso de ingreso sin problema. La estancia en este rancho duró muy poco tiempo, Tsutomu consideró que no tenía mucho futuro en este trabajo y se trasladó al pueblo de Cerritos en San Luis Potosí para trabajar con Teikichi Iwadare, propietario de una importante tienda en ese pueblo. Cuando tenía 5 años de edad, soldados llegaron a su casa para obligarles a dejar México en las próximas 72 horas. Menciona que dos soldados llegaron a su casa a escoltarlos para dejar México y todo el pueblo de Cerritos fue a despedirse de él.
Actualmente, es conocido por su puesto de director de Yakult en México, y por sus cátedras de superación directamente expresadas a mejorar al mexicano.